# いちばん大切なひと
『いちばん大切なひと』（いちばんたいせつなひと）は、1997年4月18日から6月27日まで、毎週金曜日21:00 - 21:54にTBS系「金9ドラマ」枠で放送された日本のテレビドラマ。

## 概要
香取慎吾と観月ありさのW主演による、幼馴染の恋愛を描いた連続ドラマ。香取慎吾にとってはこれがTBSでの初主演作となった。観月ありさは、1994年の「いつも心に太陽を」以来3年ぶりのTBSドラマ出演となる。
香取と観月のドラマ共演は2人が小学生の頃に出演した『あぶない少年III』（1988年）以来で、その頃からの付き合いになるため、演じる本人たちも本作の設定と同じように幼馴染の関係であった。後に2人はこの共演を「知り合いすぎて恋愛にならなかった」と語っている 。
1997年7月30日に第1巻と第2巻が、1997年8月8日に第3巻と第4巻の全4巻でVHS化以後、2010年10月6日にDVD-BOXが発売された。
脚本担当の青柳祐美子は本作まで3作連続でTBS金曜21時台の連続テレビドラマの脚本を執筆した。
キャッチコピーは「恋人より、いとしい存在」。

## あらすじ
短大を卒業後、春から生命保険会社に就職し実家のある横浜に戻ってきた20歳の結城美和（観月ありさ）は、高校のクラス会に参加し幼馴染で同級生の大沢紘平（香取慎吾）と再会を果たす。美和と紘平は小学校から高校までずっと一緒の幼馴染だったが、美和が紘平にキスをして以来、2年間何の連絡も取らずに気まずい関係になっていた。しかし、この再会をきっかけに幼馴染の2人の時間が再び動き始める。

## キャスト
大沢紘平
演 - 香取慎吾
美和とは小学校から高校までずっと一緒の幼馴染。子どもの頃から美和が家庭のことで悩みを抱えているのを唯一知っていて何かあるたびに励ましてきた。普段から痴話喧嘩の絶えない仲だが初恋の相手は実は美和である。大学卒業・就職の頃、衿と交際を開始。しかし思うことがあった様子で退職してしまう。ジョン・レノンの『(Just Like)STARTING OVER』の歌詞が好きで部屋でよく聞いている。
結城美和
演 - 観月ありさ
昔から両親が不仲なことに悩みを抱えており小学生の頃に家出をしていたところをたまたま紘平に発見されたのが二人の出会いである。明るい性格で家族や友人に辛い顔を見せることはないが、家で何かあると紘平の部屋によくやってきていた。短大卒業後、就職先で上司と不倫関係になっていたこともある。小学校の教員免許を所持しており、退職後に非常勤講師となる。
坂元幹也
演 - 金子賢
紘平と美和の高校時代の友人。実家が病院で、医大を目指しているが浪人中。美和に想いを寄せている。
山木衿
演 - 真田麻垂美
美和の短大時代からの親友で、同じ企業に就職。紘平と交際するが不安を抱いたことから、新しい恋人探しをする。
杉田秀己
演 - 橋龍吾
紘平と美和の高校時代の友人。ノリが軽く女好きだが、二人の良き理解者でもある。紘平と美和がなんとなくお互いを思い合っていることに気づいている。
結城一彦
演 - 金子統昭
美和の中学生の弟。中学まではバスケットボールに熱中する素直な少年だったが、美和と同じように家庭に悩みを抱えており、後に非行に走ってしまう。
結城悦子
演 - 余貴美子
美和の母。夫とは昔から喧嘩が絶えなず、最近では更年期障害も加わり、情緒不安定な生活を送っている。
上手く表現はできないが娘の美和には本当に好きな人と幸せになってほしいと願っている。
大沢薫
演 - 真野響子
紘平の母。明るく気さくな性格で子どもの頃からよく家にやってきていた美和とは仲が良い。実は美和の父、毅とは特別な関係だった過去がある。
結城毅
演 - 根津甚八
美和の父。昔は夫婦仲が良くなく喧嘩が絶えなかったが妻が更年期障害になってからは妻を支えようと努力するようになる。
紘平の母、薫とは紘平と美和のように子どもの頃からの知り合いだが、お互いの子ども同士が知り合うまでは一度も会うことはなかった。
横田李美
演 - 鈴木由香（第1、2回）
紘平の大学時代の彼女。派手でわがままな性格で紘平を振り回し、トラブルの末に振ってしまう。
高倉さおり
演 - 櫻井淳子（第7、8回）
杉田が想いを寄せるカラオケ屋の店員。杉田がアプローチし続けるのをきっかけに紘平や美和たちとも交流を持つようになる。
高橋ひろ子
演 - 川越美和（第9 - 11回）
大学卒業後に知り合う紘平の恋人。年上で穏やかな性格の女性。
山中要
演 - 関口知宏（第9 - 11回）
24歳になった美和が出会う会社の同僚。仕事をきっかけに親しくなり美和にプロポーズをする。

## スタッフ
- 脚本：青柳祐美子
- プロデュース：伊佐野英樹
- 演出：清弘誠、伊佐野英樹
- 制作：八木康夫
- 音楽：若草恵
- 主題歌：ジョン・レノン「(Just Like)STARTING OVER」
- 製作著作：TBS

## 放送日程
| 各話                                                      | 放送日  | サブタイトル           | 演出       | 視聴率 |
| --------------------------------------------------------- | ------- | ---------------------- | ---------- | ------ |
| 第1回                                                     | 4月18日 | 幼なじみ               | 清弘誠     | 16.3%  |
| 第2回                                                     | 4月25日 | 朝帰り                 | 清弘誠     | 14.9%  |
| 第3回                                                     | 5月2日  | 秘密の場所             | 伊佐野英樹 | 13.4%  |
| 第4回                                                     | 5月9日  | 二年ぶりのキス         | 伊佐野英樹 | 14.0%  |
| 第5回                                                     | 5月16日 | もう逢えない           | 清弘誠     | 12.6%  |
| 第6回                                                     | 5月23日 | 裏切り                 | 清弘誠     | 13.7%  |
| 第7回                                                     | 5月30日 | 幸せにしてやる         | 伊佐野英樹 | 15.4%  |
| 第8回                                                     | 6月6日  | 最後の賭け             | 清弘誠     | 15.5%  |
| 第9回                                                     | 6月13日 | ずっとずっと好きだった | 清弘誠     | 18.1%  |
| 第10回                                                    | 6月20日 | 結ばれた夜             | 伊佐野英樹 | 15.5%  |
| 最終回                                                    | 6月27日 | 永遠に一緒             | 清弘誠     | 15.5%  |
| 平均視聴率15.0%（視聴率は関東地区・ビデオリサーチ社調べ） |         |                        |            |        |